# Турецкая тетрадь
«Туре́цкая тетра́дь» ― документальный семисерийный фильм-путешествие по Турции, созданный съемочной группой Владимира Познера в 2024 году. Премьерный показ фильма начался с 14 октября 2024 года на российском «Первом канале».

## Концепция фильма
В документальном цикле семь выпусков. Каждая серия разделена по темам: тайны Стамбула, падение Османской империи, первый турецкий президент Мустафа Кемаль Ататюрк, ислам и его особенности в Турции и проч. Перед съёмками Владимир Познер, по собственному признанию, мало что знал о Турции и решился на проект в том числе чтобы понять страну: 
Я считал, что это бедная страна, что турки — агрессивные, вояки. До этого я был только в Стамбуле, но это особое дело, это огромный мегаполис. И, конечно, я узнал много нового. Я думаю, вообще наши представления о странах, где мы не были — всегда заблуждение.Владимир Познер

## История создания
Премьера фильма была запланирована на 7 октября 2024 года, но позднее фильм исчез из телепрограммы «Первого канала», вместо нее в сетке вещания стояла передача «БРИКС. Горизонты будущего: Россия». Показ «Турецкой тетради» начался с 14 октября. Съёмки происходили за полтора года до премьерного показа. Владимир Познер призвал не считать выход документального фильма своим возвращением на телевидение, так как после начала военной операции на Украине его авторская программа на Первом канале перестала выходить в эфир.

## Участники фильма
- Владимир Познер — российский журналист.
- Орхан Памук — турецкий писатель.[5]

## Серии
| № | Название                          | Дата показа     |
| - | --------------------------------- | --------------- |
| 1 | «Стамбул. Город и воспоминания»   | 14 октября 2024 |
| 2 | «Гибель империи»                  | 15 октября 2024 |
| 3 | «Отец нации»                      | 16 октября 2024 |
| 4 | «Турецкая женщина»                | 17 октября 2024 |
| 5 | «Что есть турецкое?»              | 21 октября 2024 |
| 6 | «Русский след»                    | 22 октября 2024 |
| 7 | «Тайное оружие Османской империи» | 23 октября 2024 |

## Съёмочная группа
- режиссёр — Валерий Спирин;
- продюсеры — Надежда Соловьева, Ольга Халдыз, Окан Узей, Елена Быкова;
- сценарий — Ольга Спирина;
- оператор — Владислав Черняев;
- композитор — Екатерина Чемберджи;
- монтажеры — Марина Стасенко, Алексей Блажиевский.

## Критика
Режиссер Никита Михалков указал на совпадение временных рамок выхода фильма «Турецкая тетрадь» с поездкой турецкого лидера в Казань, а также на критические замечания Орхана Памука. Кроме того, Михалков выразил недовольство прежними комментариями Познера о его чувстве отчуждения от русской идентичности, что способствуют созданию отрицательного образа России.
На выход фильма откликнулся российский сайт сатирических новостей «Панорама», высмеяв меркантильные интересы автора при создании и продвижении фильма, а также его пропагандистский контекст.